# Parafia św. Teresy od Dzieciątka Jezus w Lublinie
Parafia Świętej Teresy od Dzieciątka Jezus w Lublinie – parafia rzymskokatolicka w Lublinie, należąca do archidiecezji lubelskiej i Dekanatu Lublin – Południe. Została erygowana 1 stycznia 1937.  
Obejmuje ulice: Betonowa, Ciepła, Dzierżawna, Gazowa, Kawia, Krochmalna, Młyńska, Nadbystrzycka, Nadłączna, Piekarska, Przeskok, Radzikowska, Spółdzielcza, Szczytowa, Wąwozowa, Widok, Włościańska. Kościół parafialny został wybudowany w latach 1936–1937. Mieści się przy ulicy Krochmalnej. 
Historia
W okresie międzywojennym XX wieku dzielnica "Za Cukrownią" stanowiła peryferie Lublina i należała do parafii p.w. Św. Pawła. Jej mieszkańcy, mając daleką drogę do kościoła parafialnego, korzystali z posługi duszpasterskiej w istniejącej w tamtych latach prowizorycznej kaplicy przy cukrowni. Z inicjatywy mieszkańców w październiku 1935 podjęto decyzję budowy nowej świątyni. Na czele utworzonego 13 października 1935 r. komitetu budowlanego stanęła Aleksja Radzikowska. Biskup Lubelski Marian Fulman organizację nowej parafii powierzył ks. Wacławowi Banachowi.Parafia erygowana została w dniu 5 września 1937 roku. Kościół został zbudowany latach 1936–1937 według projektu architekta Jerzego Siennickiego. Świątynia przechodziła remonty w latach 1947, 1957 i 1973.

## Proboszczowie
- ks. Wacław Banach
- ks. Stanisław Szatkowski (?–2011)[2]
- ks. Robert Jasiak (2011– )[2]